# Jake to the Bone
Singles de Toto
Don't chain my heart
(1992) Only you
(1992)
Jake to the Bone est un morceau instrumental de type jazz fusion du groupe de rock californien Toto, enregistré sur leur huitième disque studio, Kingdom of Desire.

## Le morceau
S'agissant d'un instrumental (sans paroles), le titre est peu significatif ; le groupe a voulu l'intituler ainsi sans raison particulière.
Ce titre est le premier de type jazz-rock que le groupe ait composé. Un autre instrumental, Don't stop me now avait déjà été enregistré en 1986 sur l'album Fahrenheit, il ne s'agissait cependant pas d'une fusion de rock et de jazz, mais seulement de jazz.
Cette fusion de ces deux genres musicaux a modifié le son du groupe, plus électrique que dans les années 1980.
Sur cet instrumental, riffs de guitares sont mis en avant, se mêlant aux solos de piano et à la section batterie / basse. Un solo de guitare de deux minutes au milieu du morceau et une fin énergique viennent compléter l'ensemble.
Jake to the Bone, morceau référence du jazz-rock, a par la suite été sélectionné pour figurer sur le second album live de Toto, Livefields.

## Pistes
Titre : Don't chain my heart
- A. Don't chain my heart
- B. Jake to the Bone
- C. Only you

## Le groupe en 1992
- Steve Lukather : guitares, chant (lead)
- David Paich : claviers, chant (add.)
- Jeff Porcaro : batterie, percussions
- Mike Porcaro : basse

## Autres versions
- Le titre a été repris en live dans l'album Papa Was a Sexy Dancer (1992)